# AirTrain Newark
| Ein Zug des AirTrain Newark erreicht die Station Terminal A |             |                                                   |                                                         |
| Streckenlänge: | 4,8 km      |                                                   |                                                         |
| Stromsystem: | 750 =       |                                                   |                                                         |
| Zweigleisigkeit: | durchgehend |                                                   |                                                         |
| |             |                                                   |                                                         |
| Streckenverlauf |             |                                                   |                                                         |
| \| \| \| Abstellanlage \| \| \| \| \| Newark Airport Rail Station Amtrak und NJ Transit \| \| \| \| \| \| \| \| \| \| U.S. Route 1 \| \| \| \| \| P4 \| \| \| \| \| \| \| \| \| \| Terminal C \| \| \| \| \| \| \| \| \| \| Terminal B \| \| \| \| \| \| \| \| \| \| \| (ehem. Terminal A, Halt nur für Flughafenmitarbeitende) \| \| \| \| P3 \| \| \| \| \| \| \| \| \| \| Betriebswerk und Depot \| \| \| \| \| Terminal A (ehem. P2) (Jan. 2023–) \| \| \| \| \| Wendeanlage \| \| |             |                                                   |                                                         |
| U-Bahn-Betriebsstelle Anfang Hochstrecke |             | Abstellanlage                                     | Abstellanlage                                           |
| |             | Newark Airport Rail Station Amtrak und NJ Transit |                                                         |
| U-Bahn-Überleitstelle / Spurwechsel |             |                                                   |                                                         |
| |             | U.S. Route 1                                      |                                                         |
| U-Bahn-Haltepunkt / Haltestelle |             | P4                                                | P4                                                      |
| U-Bahn-Überleitstelle / Spurwechsel |             |                                                   |                                                         |
| U-Bahn-Haltepunkt / Haltestelle |             | Terminal C                                        | Terminal C                                              |
| U-Bahn-Überleitstelle / Spurwechsel |             |                                                   |                                                         |
| U-Bahn-Haltepunkt / Haltestelle |             | Terminal B                                        | Terminal B                                              |
| U-Bahn-Überleitstelle / Spurwechsel |             |                                                   |                                                         |
| ehemaliger U-Bahn-Haltepunkt / Haltestelle |             |                                                   | (ehem. Terminal A, Halt nur für Flughafenmitarbeitende) |
| U-Bahn-Haltepunkt / Haltestelle |             | P3                                                | P3                                                      |
| U-Bahn-Abzweig geradeaus und nach links · U-Bahn-Strecke von rechts |             |                                                   |                                                         |
| U-Bahn-Strecke · U-Bahn-Betriebs-/Güterbahnhof Ende Hochstrecke |             | Betriebswerk und Depot                            | Betriebswerk und Depot                                  |
| U-Bahn-Haltepunkt / Haltestelle |             | Terminal A (ehem. P2) (Jan. 2023–)                | Terminal A (ehem. P2) (Jan. 2023–)                      |
| U-Bahn-Betriebsstelle Ende Hochstrecke |             | Wendeanlage                                       | Wendeanlage                                             |

Der AirTrain Newark ist eine Einschienenbahn, die zwischen dem Fernbahnhof Newark Liberty International Airport Train Station und dem Flughafen Newark Liberty International verläuft. Die Strecke verbindet seit Mai 1996 auf 4,8 Kilometer Länge mit sieben Haltestellen alle Terminals und Parkplätze des Flughafens miteinander.

## Strecke
Die vollständig aufgeständerte Sattelbahn verläuft vom Fernbahnhof zuerst südwärts, dann in zwei Bögen nach Osten und überquert dabei den Flughafenzubringer der U. S. Route 1. Sie erreicht den ersten Halt P4 und führt weiter in langgezogenem Bogen entlang der Terminalgebäude C, B und dem ehemaligen Terminal A, dessen Station heute nur Mitarbeitenden des Flughafens offen steht. Danach wendet sich die Strecke gen Westen, erreicht die Haltestelle P3, hinter der sich der Abzweig nach links zum Betriebswerk und Depot befindet. Die Hauptstrecke führt im Bogen weiter gen Süden und endet außerhalb vom neuen Terminal A, welches mit Shuttlebus oder zu Fuß über einen Skyway erreichbar ist.

## Fahrzeuge
Die Fahrzeuge des AirTrain sind sechsteilige Wagengarnituren des schweizerischen Herstellers Von Roll vom Typ Mk-3. Die Züge sind Zweirichtungsfahrzeuge und vollautomatisch und fahrerlos unterwegs.
Mit der Eröffnung der Strecke 1996 umfasste die Flotte 12 Züge, die mit der Erweiterung im Jahr 2000 aufgestockt wurde auf 18 Züge.

## Betrieb
Die Züge des AirTrain fahren täglich zwischen 5 und 23 Uhr alle 3–5 Minuten sowie zwischen 23 und 5 Uhr etwa alle 15 Minuten. Die Fahrzeit vom Fernbahnhof beträgt bis zum Halt Terminal C 7 Minuten, bis zur Station Terminal B 11 Minuten und bis zur Endhaltestelle am neuen Terminal A 20 Minuten.

## Zukunft
Der AirTrain Newark hatte bereits 2021 seine geplante 25-jährige Betriebsdauer erreicht. Wiederholte technische Probleme und die begrenzte Passagierkapazität der Fahrzeuge ließ bereits in den 2010er Jahren den Entschluss reifen, die Einschienenbahn durch eine leistungsfähigere Hochbahn, den New AirTrain Newark zu ersetzen. Die Eröffnung der neuen Verbindung war für 2025 angestrebt. Im Oktober 2014 gab die Port Authority of New York and New Jersey (PANYNJ) bekannt, die Verlängerung der PATH-Schnellbahn bis zum Flughafen führen zu wollen. Ergänzend sollte der New AirTrain Newark die Feinerschließung zu den Terminals übernehmen, eine Eröffnung war für 2026 geplant. Im März 2023 verkündete die PANYNJ, dass sie den Bau des neuen Flughafenbahnhofes vorziehen wolle, bevor die Streckenerweiterung zu den Terminals begonnen werden.

## Bildergalerie

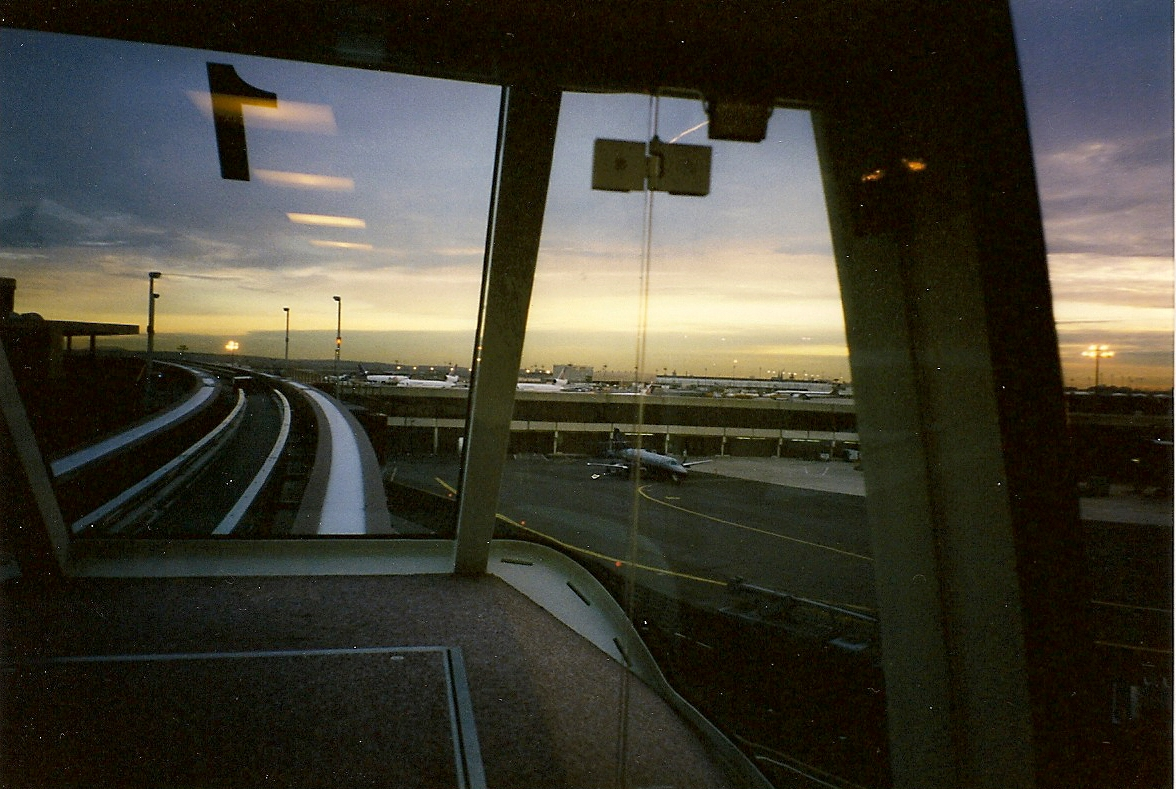
Blick aus einem Zug auf die Strecke des AirTrain Newark (1997)
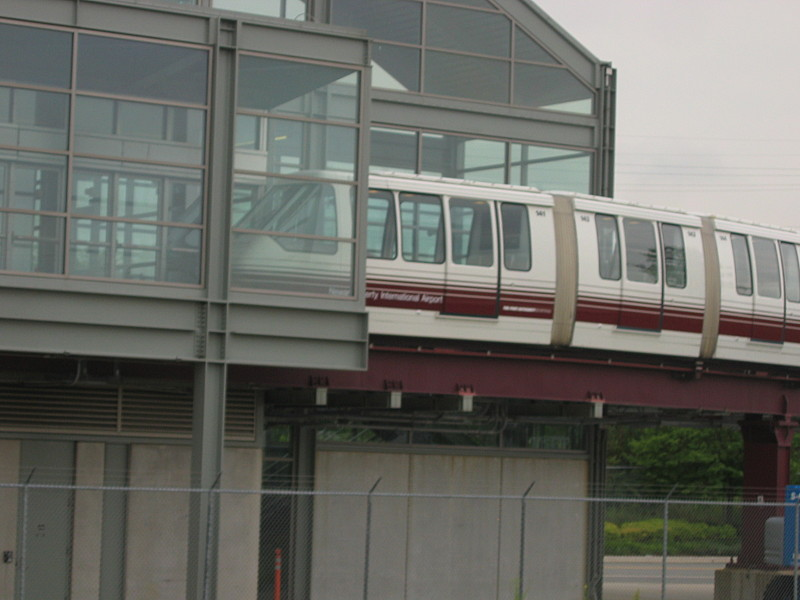
Ein Zug erreicht die Endstation Newark Liberty International Airport Train Station (2004)
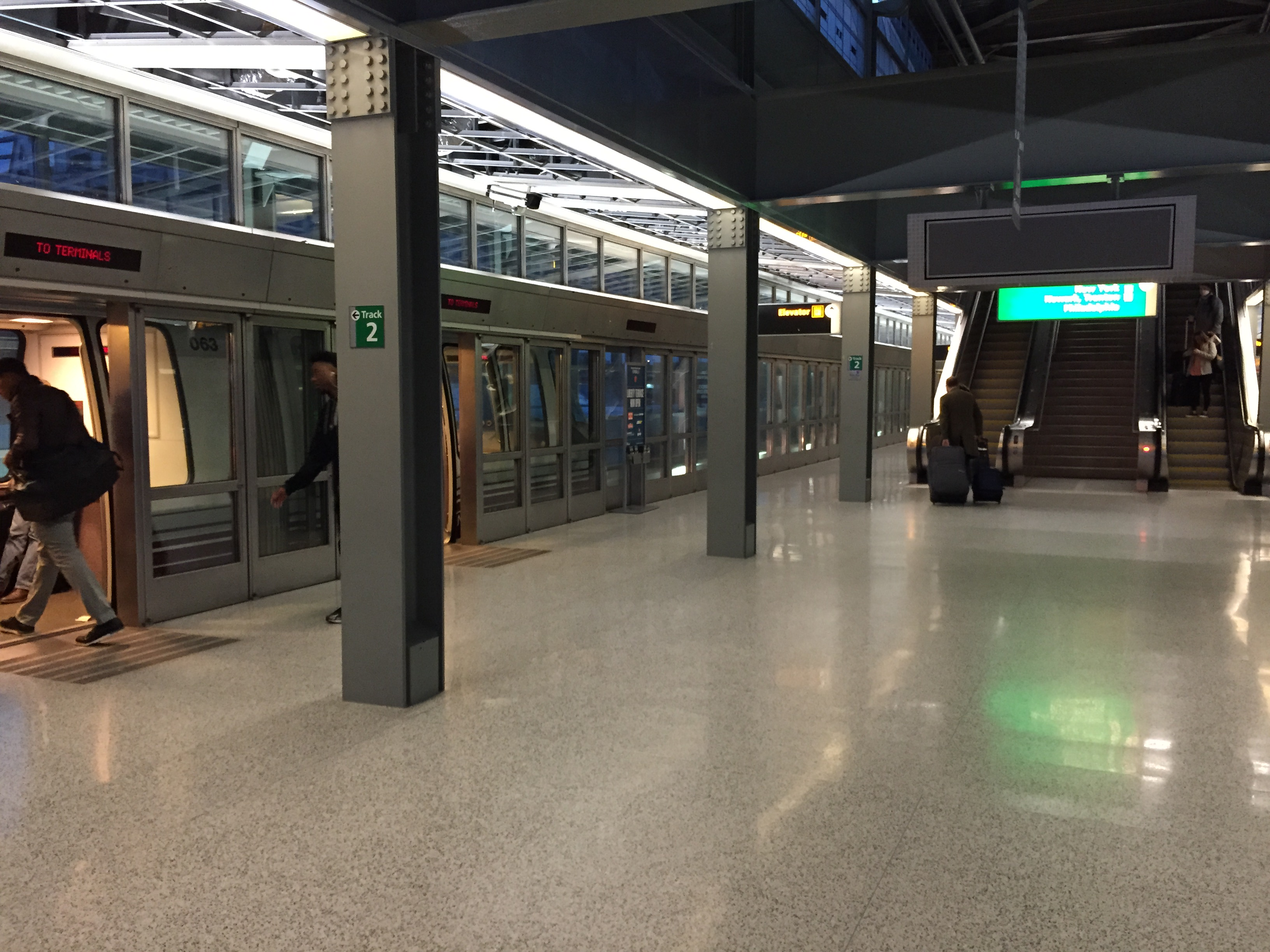
Endstation am Fernbahnhof (2015)
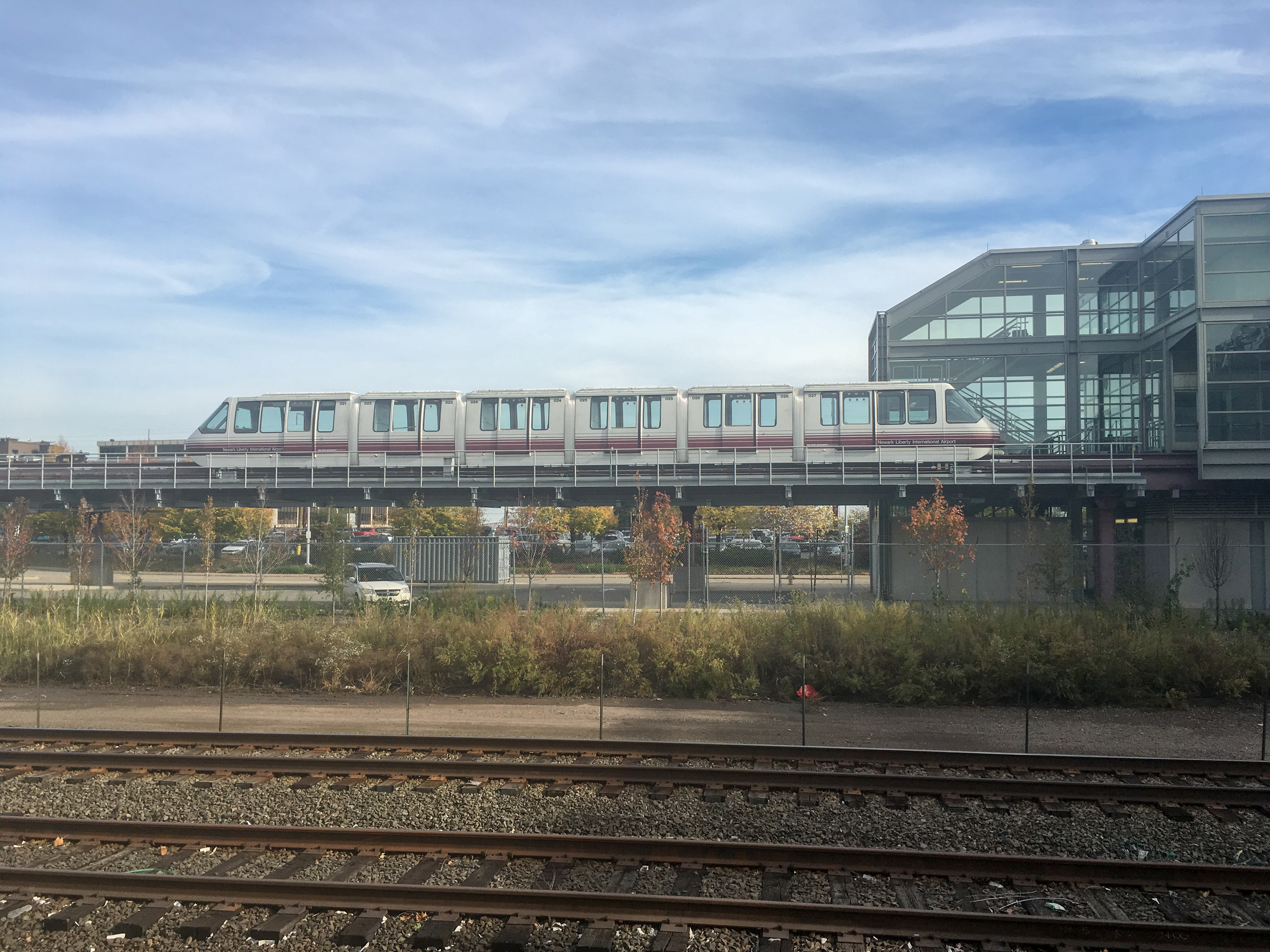
Zug in der Abstellanlage am Fernbahnhof
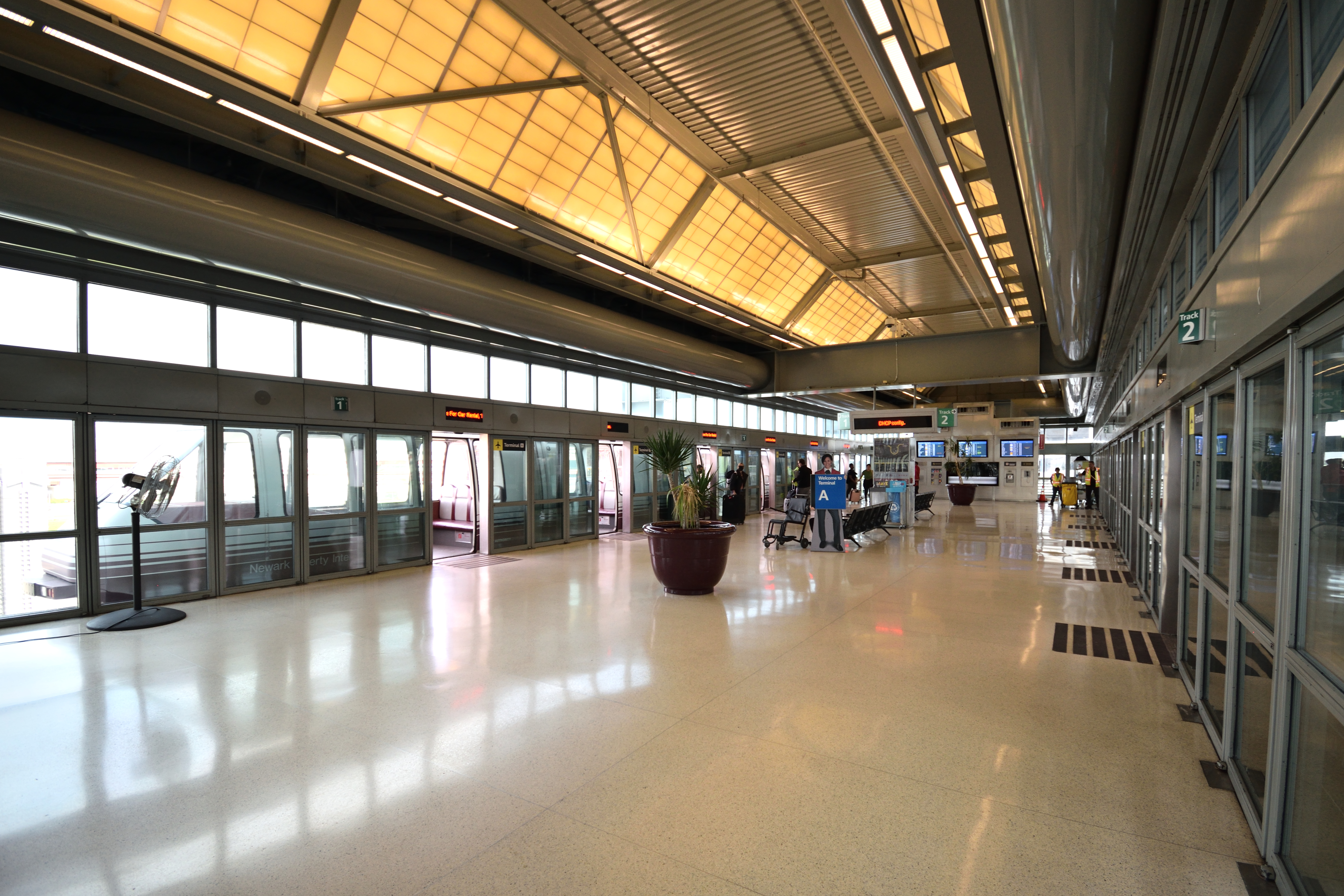
Die neue Endstation Terminal A im Mai 2023